# Golfballia ambusta
Golfballia ambusta es una supuesta especie de hongo con tres especímenes mantenidos en el Real jardín botánico de Kew, Londres. Los especímenes no son organismos sino pelotas de golf quemadas. En 1962, R. W. G. Dennis, el jefe de micología del Real jardín botánico de Kew, los describió como una nueva especie de hongo, posiblemente para desafiar los criterios micológicos vigentes en cuanto a lo que podría considerarse un hongo. Su nombre binomial significa 'pelota de golf quemada' en latín.

## Historia

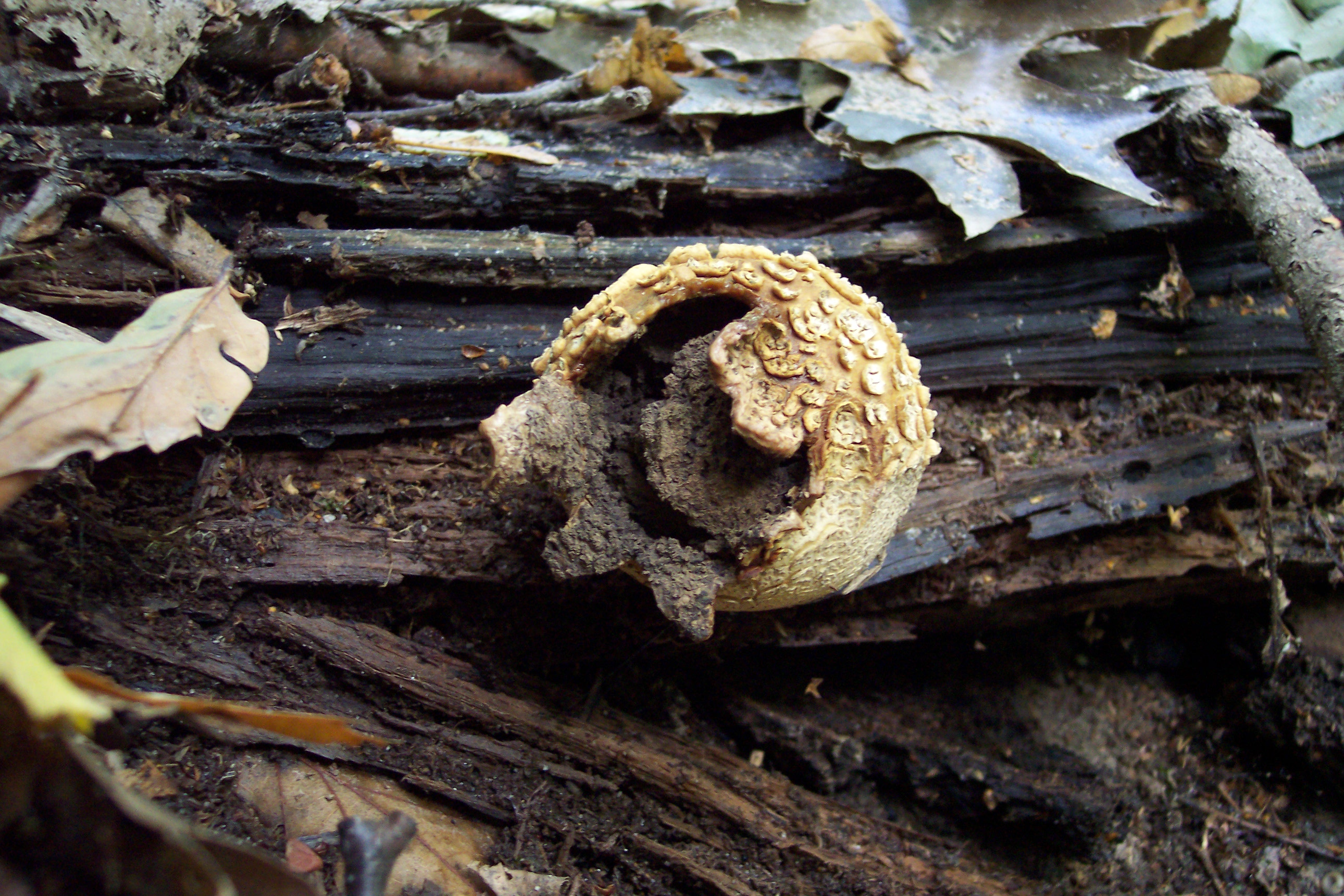
Un esporocarpio de Scleroderma citrinum maduro, que se asemeja a una pelota de golf quemada.

En 1952, una pelota de golf quemada fue enviada a micólogos de una fuente anónima en Lancashire, Noroeste de Inglaterra, y depositada en el Fungarium en el Real jardín botánico de Kew, Londres. El remitente afirmó que se trataba de un espécimen de una «especie rara de hongos» perteneciente al género Queletia, pero los micólogos pensaron que su apariencia se asemejaba más a Scleroderma citrinum, que tiene un esporocarpio irregular, casi esférico, con una piel gruesa como el cuero y colores que varían del blanco broncearse o broncearse. La superficie de una pelota de golf tiene hoyuelos y, cuando se quema, su capa exterior se agrieta para exponer el núcleo de goma, que es similar a la gleba oscura del esporocarpio de una S. citrinum madura. Los micólogos de Kew intentaron sin éxito recolectar esporas del espécimen antes de darse cuenta de la naturaleza del engaño.
En 1962, una pelota de golf quemada similar llegó a Kew desde África Oriental. Posteriormente, R. W. G. Dennis, jefe de micología en Kew, publicó un artículo titulado A remarkable new genus of phalloid in Lancashire and East Africa («Un nuevo género notable de faloides en Lancashire y África Oriental») en el Journal of the Kew Guild, describiéndolo formalmente como una nueva especie de hongo. El artículo afirma que los especímenes se asemejan a «bolas pequeñas, duras pero elásticas utilizadas en ciertos ritos tribales de los caledonios, que tienen lugar durante toda la temporada en potreros cerrados con hierba parcialmente cortada»), probablemente una alusión humorística al golf, siendo Caledonia el nombre en latín de Escocia. Dennis describió que los especímenes olían a caucho indio viejo o calentado y afirmó que no se recolectaron esporas, por lo que se desconocía su método de reproducción, y le dio a la supuesta especie el nombre binomial Golfballia ambusta, que significa «pelota de golf quemada» en latín. Es posible que haya publicado el artículo con la intención de «desafiar los criterios vigentes en ese momento que podrían permitir que una entidad que no es vida se presente tan fácilmente como especie».
Una tercera pelota de golf quemada fue enviada a Kew desde Kent en 1971, y el remitente declaró explícitamente que se encontró al borde de un incendio. Los tres especímenes de Golfballia ambusta permanecen en la colección del fungarium de Kew, catalogados como K(M)230939 a K(M)230941.

## Impacto
Nathan Smith, exdirector del fungarium de Kew, escribió que Golfballia ambusta tiene un significado entre otros engaños académicos en la historia de la micología, ya que se describió y publicó oficialmente, con especímenes archivados formalmente en el fungarium; según el Código Internacional de Nomenclatura para algas, hongos y plantas, se consideraría una especie fúngica válida. Smith se refirió al engaño como el «momento dadaísta» de la micología, planteando la pregunta «¿qué es un hongo?».
Originalmente se consideraba que los mohos mucilaginosos y los oomicetos eran hongos, pero ahora se sabe que son organismos no relacionados. El reino taxonómico Fungi ya no los incluye, pero todavía son estudiados por micólogos y se clasifican informalmente como hongos. Muchos micólogos, incluido Nicholas Money, han argumentado que el término debería abarcar todos los «microorganismos estudiados por micólogos», una definición cuestionada por Dennis, quien sugirió que si los micólogos pudieran decidir qué es un hongo, la pregunta más importante sería quién es un micólogo.